# Gunnar Saietz
Gunnar Saietz (født 25. april 1936, død 16. november 2019) var en dansk billedkunstner.
Efter studentereksamen og mange forskellige gøremål, blev han optaget på Kunsthåndværkerskolen i København i 1958. I 1961 kom han gennem et af de kunstneriske nåleøjer, da han blev optaget på den censurerende udstilling KE (Kunstnernes Efterårsudstilling).
Han forlod straks Kunsthåndværkerskolen, da han ville være billedkunstner, hvilket han forblev hele livet. Gunnar Saietz arbejdede i et surrealistisk formsprog og fyldte sine billeder med underlige væsener, halvt mennesker, halvt dyr. Flyvende heste og ansigter viser sig i en frodig vegetation i et forvrænget landskab, som får menneskelige træk. 
"Halunker og Mutanter" er titlen på bogen om Gunnar Saietz – udgivet i 2008. Bogen giver en grundig beskrivelse af et langt kunstnerliv og de mange ”snurrige billedfortællinger”, der er så karakteristisk for Saietz`s billedverden.

## Priser og udmærkelser
- Hartmanns Mindelegat 1973
- Statens Kunstfond 1966, 76
- Georg Jensens Hæderslegat 1963

## Uddannelser
- Friedländer Grafiske Atelier, Paris 1960-63
- Erik Clemmensens Private Tegneskole 1959-61
- Kunsthåndværkerskolen (reklame) 1958-61

## Referener / Eksterne henvisninger
1. ↑  Gunnar Saietz er død: - Han udfordrede systemet, sn.dk

- Billedkunstnernes Forbund Arkiveret 2. april 2015 hos  Wayback Machine
- Gunnar Saietz Arkiveret 2. april 2015 hos  Wayback Machine
- Gunnar Saietz på Kunstindeks Danmark/Weilbachs Kunstnerleksikon

|  | Artiklen om Gunnar Saietz kan blive bedre, hvis der indsættes et (bedre) billede Du kan hjælpe ved at afsøge Wikimedia Commons for et passende billede eller uploade et godt billede til Wikimedia Commons iht. de tilladte licenser og indsætte det i artiklen. |